# Mary Malone
Mary Malone (* im 20. Jahrhundert) ist eine britische Künstlerin, Film- und Theaterschauspielerin aus Suffolk.

## Leben und Karriere
Mary Malone stammt aus Suffolk, sie studierte an der University of Essex und erhielt 2020 ihren Abschluss. Von Richard Nebens wurde sie auf thedirect.com als „Rising trans star“ (aufsteigender Trans-Star) „with a myriad of skills under her belt“ (mit einer Vielzahl von Begabungen in ihrem Besitz) beschrieben.
Nach ihrem Studium nahm sie Rollen in Theaterstücken und im Film an. In dem Bühnenstück The Prince, das zwei Personen darstellt, die in Shakespeares Henry IV Teil 1 gefangen sind, spielte sie die Rolle der Jen, für die sie ausgezeichnet und in einer Kritik von Jess Hurley auf setthetape.com mit den Worten: „Mary Malone, with a stunning, hilarious and multi-faceted breakout performance“ (Mary Malone, mit einer umwerfenden, urkomischen und facettenreichen Glanzleistung) charakterisiert wurde.
Für ihre Rolle der Transfrau Aqua in der Netflix-Serie Missing You (Ich vermisse dich) wurde sie gelobt, weil sie durch ihre Darstellung der Serie eine progressivere Sichtweise verleihen konnte als es in Cobens Buch, auf dem Ich vermisse dich beruht, der Fall ist. Mary Malone selbst kommentierte in einem Interview, dass diese Rolle so erfrischend sei, da nicht im Mittelpunkt stehe, dass Aqua eine Transfrau sei, sondern Aqua als Freundin und wichtige Person für die Story. Außerdem hob sie lobend hervor, dass sie während des Drehs von Trans on Screen, einem Unterstützungsteam für schauspielende Transsexuelle, begleitet und beraten werden konnte.
Neben dem Schauspiel ist Mary Malone beruflich auch als Musikerin und Tänzerin aktiv. Sie spielt Klavier, singt Jazzsongs und hat mehrere Tanzstile in ihrem Repertoire. Sie trat als Performerin in Commedia dell’arte, Musicals und im Puppenspiel auf.

## Auszeichnungen
- Winning Graduate (im Stück Play in a Day)[3]
- 2022: Broadway World britischer Preis für die beste Darstellung in einer neuen Produktion oder Theaterstück (im Theaterstück The Prince)[6]

## Filmografie
- 2021: The Girlfriend Experience (Fernsehserie, in einer Episode)
- 2023: Vera – Ein ganz spezieller Fall (Fernsehserie, in einer Episode)
- 2023: The Prince (Film des Theaterstücks, als Jen)
- 2023: Doctor Who (Fernsehserie, als Trudy in einer Episode)
- 2025: Ich vermisse dich (Fernsehserie, als Aqua in 5 Episoden)